# حبيل سعيد صالح (القفر)

تعديل مصدري - تعديل

حبيل سعيد صالح محلة تابعة لقرية الحبيل، التابعة لعزلة بني ساوي بمديرية القفر إحدى مديريات محافظة إب في الجمهورية اليمنية، بلغ تعداد سكانها 69 حسب تعداد اليمن لعام 2004.